# Bătălia Iutlandei
Bătălia Iutlandei (în limba germană: Skagerrakschlacht) a fost o bătălie navală purtată de Grand Fleet a Marinei Regale Britanice (care includea de asemenea nave și personal de la Marina Regală Australiană și Marina Regală Canadiană ) împotriva Marinei Imperiale Germane în Primul Război Mondial. Bătălia s-a purtat în perioada 31 mai 1916 - 1 iunie 1916 în Marea Nordului, în largul coastei peninsulei Iutlanda, Danemarca. Această bătălie a fost cea mai mare bătălie navală și singura luptă navală pe scară mare dintre cuirasate în război. A fost doar a patra bătălie navală (în ordine cronologică) între nave de luptă de oțel, după Bătălia de la Port Arthur, Bătălia din Marea Galbenă (1904) și Bătălia din Strâmtoarea Tsushima (1905), din timpul Războiului Ruso-Japonez.
Marea Flotă Britanică (Grand Fleet) era condusă de către amiralul britanic Sir John Jellicoe iar Flota germană de ocean Hochseeflote de viceamiralul Reinhard Scheer. 
Intenția Hochseeflote era de a atrage în larg Grand Fleet și într-o ambuscadă să distrugă o parte a flotei, deoarece forțele navale germane erau insuficiente să lupte cu succes împotriva întregii flote britanice.
Aceasta făcea parte din intenția germanilor de a sparge blocada britanică și de a permite flotei comerciale germane să iasă în larg pe oceane. Între timp, Royal Navy urma o strategie de a atrage în luptă și de a distruge Hochseeflote, sau de a menține forțele navale germane izolate și departe de căile maritime ale Angliei.
Bătălia, care a implicat în total în jur de 250 de nave de toate tipurile, a început la ora 18:30, pe data de 31 mai 1916 și a durat două ore. Datorită condițiilor de vizibilitate reduse și a erorilor britanicilor, această bătălie nu a fost decisivă, în ciuda superiorității numerice a acestora din urmă. Cu toate acestea, Jellicoe a reușit să taie calea de retragere a navelor germane în porturile lor și era convins că va avea posibilitatea să poarte o bătălie decisivă a doua zi dimineață. Scheer însă era determinat să salveze flota sa cu orice preț, astfel că a traversat dispozitivul britanic noaptea și s-a întors la baza navală din Wilhemshaven, ocolind zonele cu mine germane.
Bătălia i-a costat pe britanici paisprezece nave, iar pe germani unsprezece nave și mii de victime umane. Ambele părți au pretins că au repurtat victoria. Deși este adevărat că pierderile britanice în vieți și nave au fost mai importante decât cele ale marinei germane, germanii nu s-au lăsat păcăliți și au fost conștienți că au scăpat cu puțin de un dezastru. Flota germană a rămas, prin urmare, în porturi, cu excepția unor ieșiri scurte, în august 1916 și aprilie 1918. Desigur, ea a continuat să reprezinte o amenințare, forțând britanicii să mențină mai multe unități în Marea Nordului, dar niciodată nu a mai încercat să conteste stăpânirea mărilor de la adversarul său. Pe de altă parte, marina germană a dedicat eforturile sale majore purtării războiului pe mare cu submarine.

## Locul bătăliei

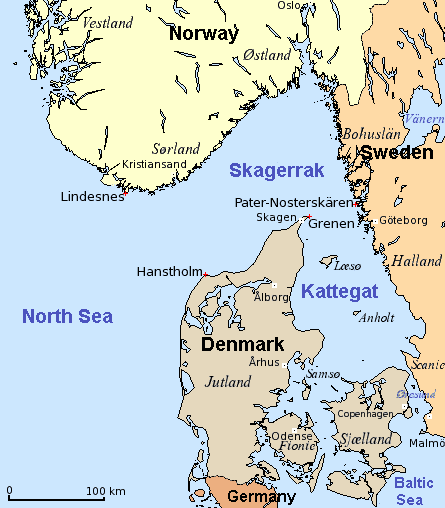
Peninsula Iutlanda, între Marea Baltică și Marea Nordului, cele două mări fiind despărțite de strâmtorile Skagerrak și Kattegat

Bătălia a avut loc în Marea Nordului, în largul coastei peninsulei Iutlanda, care este cea mai mare suprafață compactă terestră din Danemarca, la ieșirea strâmtorii Skagerrak. Strâmtoarea Skagerrak se află între coasta de sud-est ale Norvegiei, coasta de sud-vest ale Suediei și golful Kattegat, care fac legătura spre Marea Baltică. În partea de est a Mării Nordului se află insulele britanice cu Scapa Flow în Nord, baza navală a flotei Grand Fleet, iar mai la sud  fiordul scoțian Firth of Forth.

## Cele două flote
Grand Fleet
Grand Fleet a Marinei Regale Britanice comandată de John Jellicoe ambarcat pe nava de linie HMS Iron Duke era formată din:
Flota crucișătoarelor comandată de David Beatty ambarcat pe nava HMS Lion
- 6 crucișătoare de bătălie
- 4 cuirasate Dreadnought
- 1 transportor de hidroavioane
- 14 crucișătoare ușoare
- 27 torpiloare

Flota principală de luptă
- 24 nave tip Dreadnought
- 3 crucișătoare de bătălie
- 8 crucișătoare cuirasate
- 12 crucișătoare ușoare
- 45 torpiloare
- 5 contratorpiloare
- 1 puitor de mine[8]

Hochseeflote
Flota germană pentru ocean Hochseeflote comandată de viceamiralul Reinhard Scheer, ambarcat pe nava cuirasată Friedrich der Grosse era compusă din:
Forțele de recunoaștere, comandate de Franz von Hipper, formată din:
- 5 crucișătoare de bătălie
- 5 crucișătoare ușoare
- 30 torpiloare

Flota principală de linie compusă din 
- 16 cuirasate (din care 6 vechi)
- 6 crucișătoare ușoare
- 31 torpiloare

Navele de linie britanice totalizau un deplasament de 1.250.000 tone cu un echipaj de 60.000 oameni, iar cele germane 66.000t și 45.000 oameni.

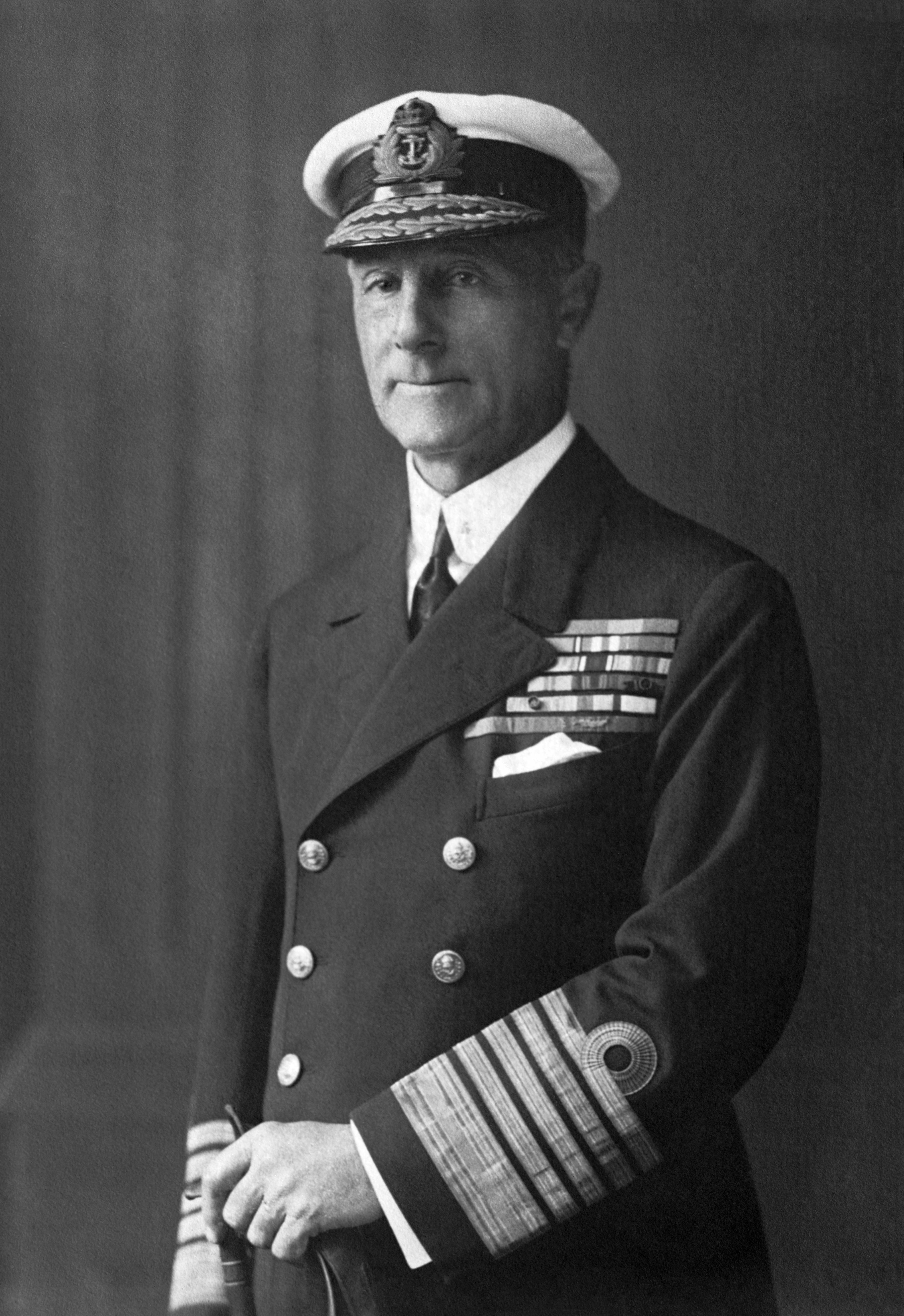
John Jellicoe
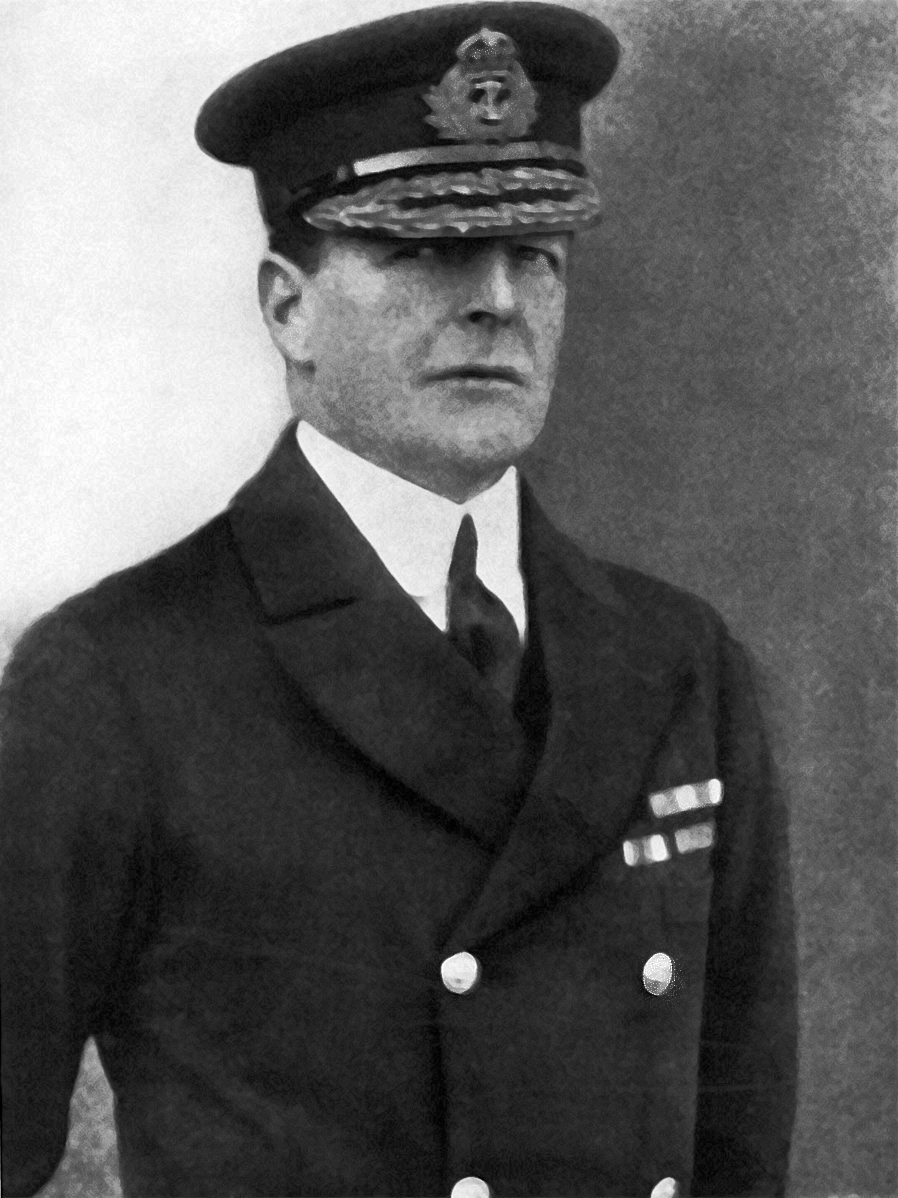
David Beatty
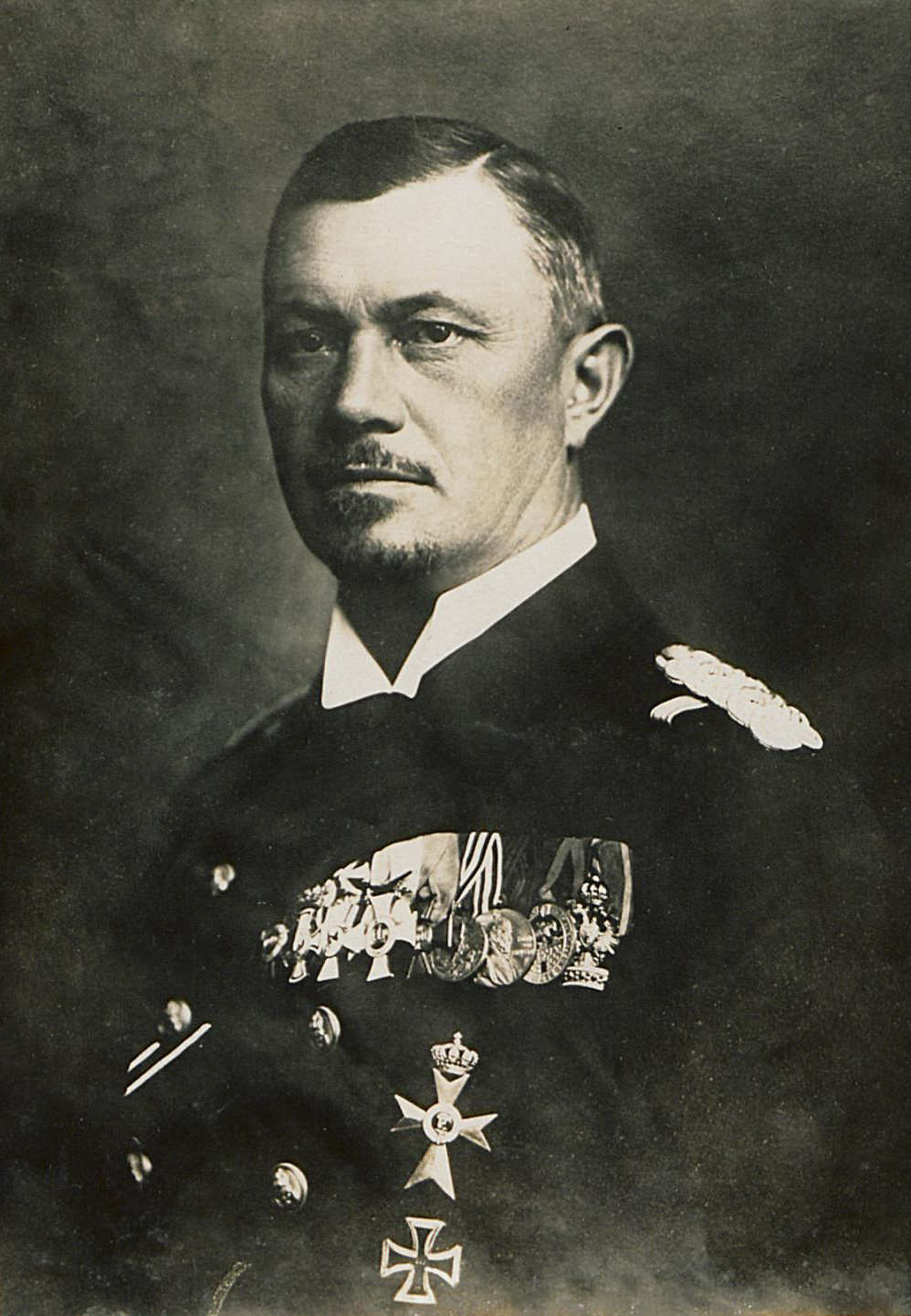
Reinhard Scheer
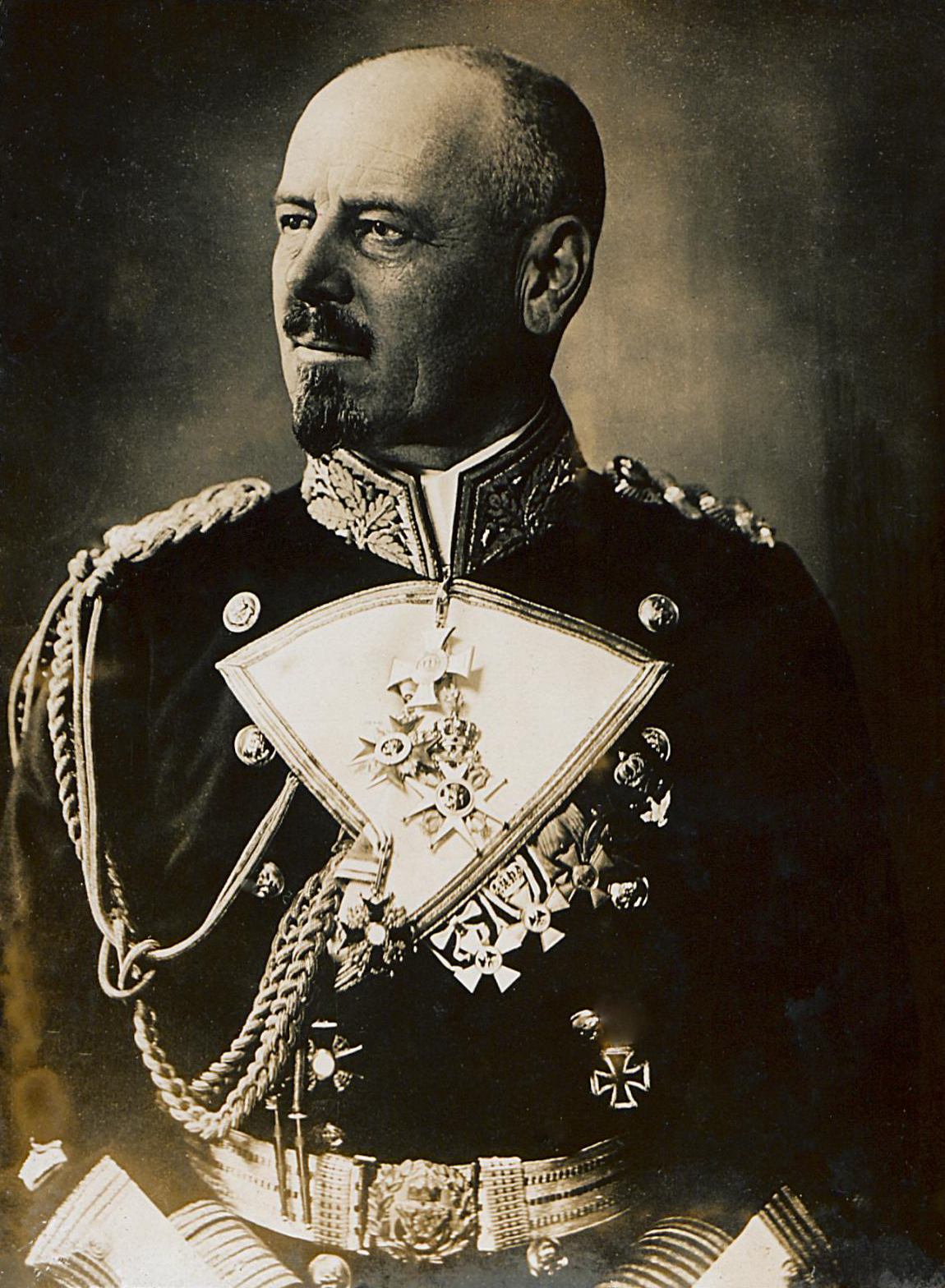
Franz von Hipper

## Preludiul bătăliei
Războiul era în desfășurare deja de doi ani, fără ca între Marina Imperială Germană Și Marina Regală Britanică să se fi desfășurat vreo mare bătălie. La începutul secolului relațiile anglo-germane s-au deteriorat tocmai pentru că Imperiului German a început dezvoltarea intensivă a flotei sale. După experiența Bătăliei din Strâmtoarea Tsushima (1905), flota britanică a construit nava HMS Dreadnought, stabilind un model în privința construirii cuirasatelor, cuirasatele anterioare (pre-dreadnought) devenind depășite. Acest lucru a însemnat totodată și faptul că construcția marilor cuirasate a început de la zero, generând o cursă a înarmărilor,și Germania implicându-se în această nouă cursă a înarmărilor. La data izbucnirii Primului Război Mondial în 1914 scorul privind cuirasatele mari era de 22:16 în favoarea britanicilor. De aici însă britanicii au câștigat treptat avans, pentru că aveau capacitate mai mare construire a navelor.
În pofida acestora, navele germane erau mai bune calitativ, aveau tunuri mai precise și mai tari, navele aveau blindaj mai puternic, mai compartimentate (pentru a izola ermetic locul unei eventuale lovituri). Un alt avantaj al navelor germane era faptul că față de lungimea lor, în comparație cu navele britanice erau mai late, ceea ce permitea o precizie mai mare a tunurilor de la bord. Lățimea mai mare cerea o putere mai mare a motoarelor care propulsau navele, ca să nu fie mai lente decât inamicii, acest fapt având ca rezultat scăderea razei de acțiune a navelor germane, dar flota germană nu era destinată să opereze pe mările îndepărtate. Navele britanice aveau tunuri de calibru mai mare, dar în luptă s-a dovedit, că acest lucru nu contează atât de mult, cele mai importante fiind protecția navelor și precizia tunurilor. La începutul războiului aceste detalii nu erau cunoscute, flota britanică fiind recunoscută ca cea mai bună.
Încă din 1914 au avut loc mai multe ciocniri mici între flota britanică și cea germană, în care s-au implicat în principal mici unități de crucișătoare, cu superioritate germană. Pierderile britanice erau mai semnificative. Ambele flote aveau ca directivă să nu se implice în bătălie de mare anvergură, pentru a evita eventuale pierderi mari. Acest lucru a însemnat însă că nici flota britanică nu mai era foarte sigură pe ea. Planul amiralității britanice era să atragă flota germană în ape britanice unde s-o distrugă într-o bătălie decisivă.
La începutul anului 1916 au avut loc două evenimente semnificative. În lupta cu flota rusă, dintr-un crucișător german scufundat scafandrii ruși au recuperat codul de descifrare a comunicărilor radio germane, fiind astfel în măsură să decodeze mesajele germane. Cifrurile au fost date și britanicilor, care astfel erau în măsură să afle planurile germane.
În același an Reinhard Scheer a fost numit comandantul Kaiserliche Marine, care avea o atitudine mai ofensivă decât predecesorul său.
Obiectivele germanilor
Cu 16 de cuirasate clasa Dreadnought germane, în comparație cu cele 28 ale Marinei Regale, flota germană avea puține șanse de izbândă într-o confruntare față în față cu flota britanică. Prin urmare, germanii au adoptat strategia „divide et impera”. Aveau de gând să organizeze  raiduri în Marea Nordului și bombardeze coastele engleze, cu scopul de a atrage mici escadroane și unități navale britanice, pe care apoi să le distrugă cu forțe navale superioare sau submarine.
În ianuarie 1916, amiralul von Pohl, comandantul flotei germane s-au îmbolnăvit. El a fost înlocuit cu Scheer, care credea că flota germană a fost folosită prea defensiv, are nave mai bune și personal mai pregătit decât britanicii, și ar trebui să se angajeze în luptă cu britanicii. Conform lui Scheer, strategia navală germană ar trebui să fie, ori de câte ori este posibil:
- provocarea pagubelor flotei engleze prin raiduri navale  împotriva flotei britanice
- plasarea minelor pe lângă coastele britanice
- atacuri submarine.

După ce se realizează un echilibru al forțelor ca urmare ale acestor demersuri, forțele germane vor fi concentrate și vor încerca angajarea unei bătălii în condiții nefavorabile britanicilor.
Răspunsul britanic
Ceea ce Statul Major Naval german ignora, era faptul că Amiralitatea britanică era în măsură să decripteze mesajele germane, fiind prin urmare conștient de intențiile germane.
Britanicii au interceptat și, prin urmare, au decriptat în data de 28 mai un mesaj german prin care se dispune ca toate navele să fie gata să iasă în lard pe data de 30 mai. Alte mesaje au fost interceptate de asemenea și, deși nu au fost decriptate, era clar că o operațiune navală majoră este în curs de desfășurare.
Grand Fleet cu 24 cuirasate clasa Dreadnought și 3 crucișătoare de bătălie a părăsit Scapa Flow în data de 30 mai sub comanda lui Jellicoe, înainte chiar ca Hipper să părăsească golful fluviului Jade. Escadra lui Beatty (4 cuirasate clasa dreadnought și 6 crucișătoare de bătălie) a părăsit fiordul scoțian Firth of Forth.

## Tacticile navale în 1916
Tactica fundamentală a flotei în acea perioadă era principiul concentrării forțelor (ca în perioadele anterioare). 
Doctrina tactică impunea apropierea flotelor pentru ca navele să fie într-o formație compactă de coloane paralele, care să permită manevrare relativ ușoară și oferind vizibilitate între nave, ceea ce simplifica transmiterea semnalelor necesare pentru comandă și control.
O flotă formată din mai multe coloane scurte putea schimba direcția sa mai repede decât una format într-o singură coloană lungă. Deoarece cele mai multe semnale de comandă se transmiteau între nave cu steaguri sau lămpi de semnalizare, nava amiral era de obicei plasată în fruntea coloanei centrale, astfel încât semnalele sale puteau să fie mai ușor de văzut de mai multe nave din formație. Telegrafie fără fir se folosea deja, deși securitatea, criptarea mesajelor, precum și dotarea insuficientă cu aparate radio de semnalizare a făcut ca utilizarea lor pe scară largă să fie o problemă. Comanda și controlul al unor astfel de flote uriașe rămânea dificilă.
Astfel, putea să dureze foarte mult timp ca un semnal de la nava pavilion să fie transmis întregii formații. De obicei era necesar ca un semnal să fie confirmat de fiecare navă înainte de a putea fi transmis către alte nave, iar o comandă pentru o mișcare a flotei trebuia să fie recepționată și recunoscută de fiecare navă înainte de a putea fi executată. Într-o formație mare într-o singură coloană, un semnal putea dura 10 minute sau mai mult pentru a trece de la un capăt al liniei la celălalt, în timp ce într-o formație de coloane paralele, vizibilitatea pe diagonală era adesea mai bună (și întotdeauna mai scurtă) decât într-o singură coloană lungă, iar diagonalele dădeau semnal de "redundanță", mărind astfel probabilitatea ca un mesaj să fie rapid văzut și interpretat corect.

## Desfășurarea bătăliei

Desfăşurarea generală a bătăliei